# Nižnelomovskij rajon
Il Nižnelomovskij rajon (in russo Нижнеломовский район?) è un rajon dell'Oblast' di Penza, nella Russia europea. Istituito nel 1928, il suo capoluogo è Nižnij Lomov.